# Воллейс-Вудворт
Воллейс-Вудворт (англ. Wallace-Woodworth) — сільський муніципалітет в Канаді, у провінції Манітоба.

## Населення
За даними перепису 2016 року, сільський муніципалітет нараховував 2948 жителів, показавши зростання на 3,2%, порівняно з 2011-м роком. Середня густина населення становила 1,5 осіб/км².
З офіційних мов обидвома одночасно володіли 55 жителів, тільки англійською — 2 850, а 20 — жодною з них. Усього 370 осіб вважали рідною мовою не одну з офіційних, з них 5 — українську.
Працездатне населення становило 72,6% усього населення, рівень безробіття — 5,1% (4,7% серед чоловіків та 6,2% серед жінок). 68,1% були найманими працівниками, 31,9% — самозайнятими.
Середній дохід на особу становив $42 715 (медіана $35 639), при цьому для чоловіків — $50 394, а для жінок $34 866 (медіани — $45 568 та $28 480 відповідно).
32,5% мешканців мали закінчену шкільну освіту, не мали закінченої шкільної освіти — 24,6%, 42,9% мали післяшкільну освіту, з яких 21,1% мали диплом бакалавра, або вищий, 10 осіб мали вчений ступінь.
| Статево-вікова структура населення | Статево-вікова структура населення | Статево-вікова структура населення | Статево-вікова структура населення | Статево-вікова структура населення |
| ---------------------------------- | ---------------------------------- | ---------------------------------- | ---------------------------------- | ---------------------------------- |
|                                    |                                    |                                    |                                    |                                    |
| Всього                             | Всього                             | 50,6%49,4%                         |                                    |                                    |
| 0 — 14 років                       | 0 — 14 років                       |                                    | 21,7%                              | 21,7%                              |
| 15 — 64 років                      | 15 — 64 років                      |                                    | 62,8%                              | 62,8%                              |
| 65 і більше                        | 65 і більше                        |                                    | 15,6%                              | 15,6%                              |
| 85 і більше                        | 85 і більше                        |                                    | 1,9%                               | 1,9%                               |
| Середній вік (років)               | Середній вік (років)               | 38,339,6                           | 39,0                               | 39,0                               |
| Медіана (років)                    | Медіана (років)                    | 37,939,5                           | 38,6                               | 38,6                               |
| — чоловіки — жінки                 |                                    |                                    |                                    |                                    |

| Походження мешканців:     | Походження мешканців:     | Походження мешканців: | Походження мешканців: | Походження мешканців: |
| ------------------------- | ------------------------- | --------------------- | --------------------- | --------------------- |
| Походження                |                           |                       | осіб                  | %                     |
| Корінні американці        | Корінні американці        |                       | 215                   | 7.85%                 |
| Інше північноамериканське | Інше північноамериканське |                       | 915                   | 33.39%                |
| Європейське               | Європейське               |                       | 2 145                 | 78.28%                |
| британське                | британське                |                       | 1 670                 | 60.95%                |
| французьке                | французьке                |                       | 190                   | 6.93%                 |
| українське                | українське                |                       | 150                   | 5.47%                 |
| Латинськоамериканське     | Латинськоамериканське     |                       | 35                    | 1.28%                 |
| Африканське               | Африканське               |                       | 10                    | 0.36%                 |
| Азійське                  | Азійське                  |                       | 40                    | 1.46%                 |

| Зайнятість населення за галузями (за класифікацією NOC): | Зайнятість населення за галузями (за класифікацією NOC): | Зайнятість населення за галузями (за класифікацією NOC): | Зайнятість населення за галузями (за класифікацією NOC): | Зайнятість населення за галузями (за класифікацією NOC): |
| -------------------------------------------------------- | -------------------------------------------------------- | -------------------------------------------------------- | -------------------------------------------------------- | -------------------------------------------------------- |
|                                                          |                                                          |                                                          |                                                          |                                                          |
| Управління                                               | Управління                                               |                                                          | 24,3%                                                    | 24,3%                                                    |
| Бізнес, фінанси та адміністрування                       | Бізнес, фінанси та адміністрування                       |                                                          | 11,5%                                                    | 11,5%                                                    |
| Природничі та прикладні науки                            | Природничі та прикладні науки                            |                                                          | 2,6%                                                     | 2,6%                                                     |
| Охорона здоров'я                                         | Охорона здоров'я                                         |                                                          | 5,4%                                                     | 5,4%                                                     |
| Освіта, правозахист, муніципальні та урядові служби      | Освіта, правозахист, муніципальні та урядові служби      |                                                          | 7%                                                       | 7%                                                       |
| Роздрібна торгівля та послуги                            | Роздрібна торгівля та послуги                            |                                                          | 17,6%                                                    | 17,6%                                                    |
| Гуртова торгівля, транспорт та обладнання                | Гуртова торгівля, транспорт та обладнання                |                                                          | 15,7%                                                    | 15,7%                                                    |
| Природні ресурси, сільське господарство                  | Природні ресурси, сільське господарство                  |                                                          | 13,4%                                                    | 13,4%                                                    |
| Виробництво                                              | Виробництво                                              |                                                          | 2,6%                                                     | 2,6%                                                     |

## Населені пункти
До складу сільського муніципалітету входить містечко Верден, а також хутори, інші малі населені пункти та розосереджені поселення.

## Клімат
Середня річна температура становить 2,6°C, середня максимальна – 23,6°C, а середня мінімальна – -23,2°C. Середня річна кількість опадів – 469 мм.
| Клімат поселення                              | Клімат поселення | Клімат поселення | Клімат поселення | Клімат поселення | Клімат поселення | Клімат поселення | Клімат поселення | Клімат поселення | Клімат поселення | Клімат поселення | Клімат поселення | Клімат поселення | Клімат поселення |
| Показник                                      | Січ.             | Лют.             | Бер.             | Квіт.            | Трав.            | Черв.            | Лип.             | Серп.            | Вер.             | Жовт.            | Лист.            | Груд.            |                  |
| Середній максимум, °C                         | −10,11           | −6,05            | 0,30             | 9,88             | 17,81            | 23,01            | 23,56            | 22,80            | 17,26            | 10,24            | 0,00             | −8,74            |                  |
| Середня температура, °C                       | −16,64           | −12,59           | −6,24            | 3,30             | 11,27            | 16,47            | 18,71            | 17,99            | 12,42            | 5,40             | −4,83            | −13,57           |                  |
| Середній мінімум, °C                          | −23,18           | −19,12           | −12,79           | −3,21            | 4,70             | 9,90             | 13,90            | 13,10            | 7,60             | 0,56             | −9,7             | −18,4            |                  |
| Норма опадів, мм                              | 22               | 17               | 23               | 30               | 54               | 76               | 67               | 62               | 46               | 30               | 20               | 22               |                  |
| Середньомісячна швидкість вітру, м/с          | 4.10             | 4.10             | 4.27             | 4.50             | 4.60             | 4.10             | 3.50             | 3.60             | 4.00             | 4.30             | 4.10             | 4.10             |                  |
| Середньомісячна сонячна радіація, кДж/м²·день | 4066             | 7412             | 12728            | 17123            | 20319            | 21576            | 22348            | 18928            | 13297            | 7996             | 4293             | 3215             |                  |
| --------------------------------------------- | ---------------- | ---------------- | ---------------- | ---------------- | ---------------- | ---------------- | ---------------- | ---------------- | ---------------- | ---------------- | ---------------- | ---------------- | ---------------- |
| Джерело:                                      |                  |                  |                  |                  |                  |                  |                  |                  |                  |                  |                  |                  |                  |